# 砂川服務區
砂川SA（平假名：すながわサービスエリア）是位於北海道砂川市的道央自動車道之SA。由Nex-area東日本株式會社管理。在SA內設有北海道中央巴士的砂川石山巴士站。

## 連接道路
- 道央自動車道

## 历史
- 1991年4月26日 - 啟用。

## SA設施

### 上行線（札幌方向）
- 停車場
  - 小型車：80台
  - 大型車：22台
  - 有殘疾人士車位
- 廁所
  - 男士 大型3（和式1、西式2）、小型10
  - 女士 10（和式2、西式8）
    - 與男童共用 1

  - 輪椅人士專用 1
- 油站（新日石、北海道能源） 8:00-20:00
- 商店（販賣小吃等貨品）
  - 4月-11月：7:00-21:00
  - 12月-3月：9:00-19:00
- 自動售賣機

### 下行線（旭川、士別劍淵方向）
- 停車場
  - 小型車：80台
  - 大型車：22台
  - 有殘疾人士車位
- 廁所
  - 男士 大型3（和式1、西式2）、小型10
  - 女士 10（和式2、西式8）
    - 與男童共用 1

  - 輪椅人士專用 1
- 油站（新日石、北海道能源） 8:00-20:00
- 商店（販賣小吃等貨品）
  - 4月-11月：7:00-21:00
  - 12月-3月：9:00-19:00
- 自動售賣機

## 砂川石山巴士站

### 下行線（旭川、士別劍淵方向）
- 北海道中央巴士（路線名後的巴士公司名稱為此路線是與北海道中央巴士共同營運）
  - 高速瀧川號（瀧川直行班次） 往北海道中央巴士瀧川辦事處
  - 高速新十津川號 往新十瀧川町政廳（經瀧川）
  - 高速富良野號 往蘆別、富良野站
  - 高速留萌號 往留萌終點站（經瀧川/深川）
  - 高速旭川號（道北巴士、JR北海道巴士、北海道北見巴士） 往旭川終點站
  - 高速名寄號（道北巴士） 往名寄站前（經和寒、士別）
  - 高速流冰紋別號（道北巴士、JR北海道巴士、北紋巴士） 往紋別終點站（經旭川）
  - 高速遠輕號（道北巴士、北海道北見巴士） 往遠輕終點站（經旭川）、中湧別文化中心通（遠輕直行）

### 上行線（札幌方向）
- 北海道中央巴士
  - 高速瀧川號、高速新十津川號、高速富良野號、高速留萌號 往札幌車站客運總站
- 北海道中央巴士、JR北海道巴士、道北巴士、北海道北見巴士、北紋巴士共同營運
  - 高速旭川號、高速流冰紋別號（經旭川）、高速遠輕號 往札幌車站客運總站

## 鄰近設施
道央自動車道
(7)奈井江砂川IC - 砂川SA - (8)瀧川IC

## 相關項目
- 日本服務區與休息區一覽

## 外部連結
- 東日本高速道路株式會社 （页面存档备份，存于）
  - e-NEXCO服務區與休息區情報
- 北海道開發局 （页面存档备份，存于）
- 砂川市 （页面存档备份，存于）